# Journeys Vol. 1
Journeys Vol. 1 ist ein Jazzalbum von Chris Dingman. Die Aufnahmen entstanden 2021 an verschiedenen Orten im Lenape Territory. Gemischt und gemastert von Dave Darlington in den Bass Hit Studios, New York City, erschienen die Aufnahmen am 18. Februar 2022 auf dem Label Inner Arts.

## Hintergrund
Für den Vibraphonisten Chris Dingman, der vielleicht besser bekannt ist für seine Arbeit in den Ensembles von Harris Eisenstadt, Ambrose Akinmusire und Steve Lehman, sind Soloauftritte ein zunehmend wichtiges Element seines kreativen Schaffens, schrieb Fred Grand. Auf dem Album Peace (2020) hatte er über fünf Stunden Solo-Improvisationen gesammelt, die für seinen bald darauf verstorbenen Vater aufgenommen wurden, der damals in Hospizpflege war. Seit 2019 hatte Dingman Dutzende von Soloauftritten in einer wöchentlichen Bandcamp-Serie veröffentlicht. Das vorliegende Album Journeys Vol.1 sammelt fünf der bei Bandcamp erschienenen Stücke, die jeweils durch die Abstimmung der Abonnenten ausgewählt wurden.
Dingmans Soloalbum ist stark von persönlichen Erfahrungen geprägt, neben dem Tod seines Vaters auch von dem Ausbruch der COVID-19-Pandemie, gleichzeitig der Anziehungskraft der tranceähnliche Mbira-Musik Simbabwes, notierte Nate Chinen. Der Albumtitel ist laut Dingman von einer Anweisung inspiriert, die er von Terence Blanchard erhielt, als er am Thelonious Monk Institute of Jazz weilte:
„Einmal bat er uns, etwas zu schreiben, das an einem Ort beginnt und woanders hinführt. Er sagte immer wieder: ‚Erzähl mir eine Geschichte‘ oder ‚Nehmen Sie mich mit auf eine Reise.‘ Das ist mir wirklich in Erinnerung geblieben, und all die Musik, die ich seitdem gemacht habe, hat das auf die eine oder andere Weise getan.“

## Titelliste
- Chris Dingman: Journeys Vol. 1 (Inner Arts IAI004)

1. Silently Beneath The Waves
2. Light Your Way;
3. Hope-Rebirth
4. The Long Road
5. Refracted Light

Die Kompositionen stammen von Chris Dingman.

## Rezeption

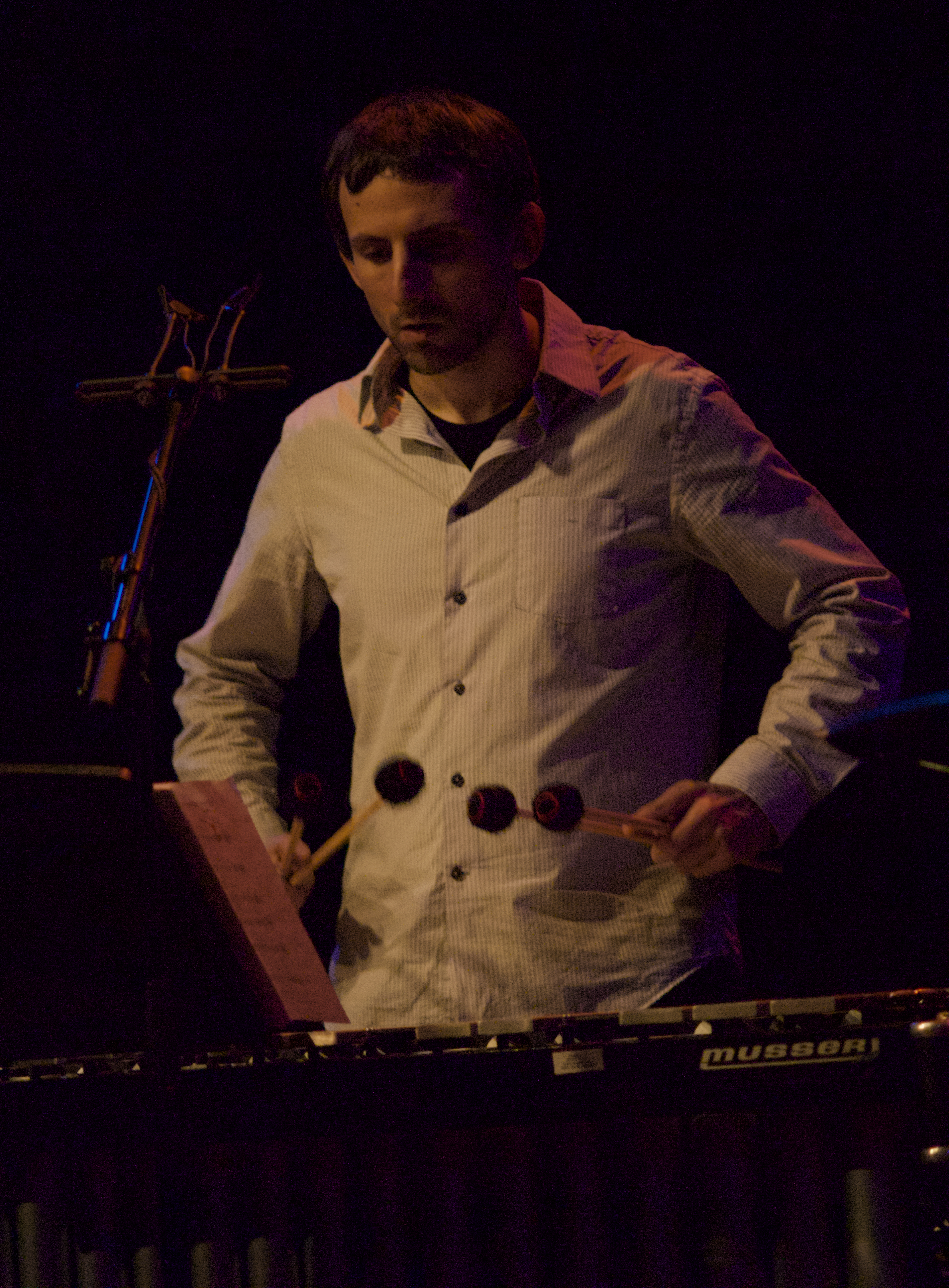
Chris Dingman bei einem Auftritt mit dem Steve Lehman Octet im Bimhuis Amsterdam 2011

Nate Chinen schrieb in Take Five bei WBGO, dies sei ein Solo-Vibraphon-Rezital von einem Künstler, der sich schon immer eingehend mit klingenden Obertönen und schimmernden Sustains beschäftigt habe. Dies sei etwa in „Hope-Rebirth“ zu hören, und man werde sicher die in dem Stück eingebaute Beruhigung spüren, sowohl in seinem wunderschönen tonalen Charakter als auch in seiner Kontur.
Fred Grand schrieb im Jazz Journal, Dingman würde das große Potenzial des Instruments voll und ganz ausbreiten; die fünf Tracks entstammten eindeutig einer einzigen kreativen Quelle. Mit einem Fokus und einer Reinheit, die an Walt Dickersons transzendentes Meisterwerk Tell Us Only the Beautiful Things (1975) erinnere.
Nach Ansicht von Dave Sumner (Bandcamp Daily) bewegt sich Chris Dingman auf dem Vibraphon an der Grenze, wo Ruhe und Anspannung eine unruhige Allianz bilden würden. Seine Ensemblewerke, die 2011 erschienene Veröffentlichung Waking Dreams und The Subliminal and the Sublime (2015), versetzten die Zuhörer an einen Wendepunkt zwischen diesen Polaritäten, einem hypnotisierenden Effekt von Antizipation und Absorption. Seine Soloprojekte würden den Hörer auf eine andere Art verzaubern, bei denen man in den Sound des gegenwärtigen Augenblicks eintauche. Sein neuestes Werk, Journeys Vol.1 sei fesselnd.